# Plaça Major (Sant Joan de les Abadesses)
La Plaça Major de Sant Joan de les Abadesses (Ripollès), composta per quatre façanes, forma part de l'Inventari del Patrimoni Arquitectònic de Catalunya.

## Descripció
Està composta per quatre façanes: la de l'edifici dels Vilella decantada a llevant, amb tres voltes i de tres plantes. Aquesta disposa de balcons i finestres i un mosaic amb un sant. L'edifici Blanxart, també de tres plantes, té sis arcades o voltes a la façana i té tres balcons (el del mig més gran que els altres i amb capella, on s'aixopluga la imatge de la Mare de Déu del Roser) a la primera planta i té quatre balcons més a la segona planta. Els edificis de Can Ballana i Can Soldevila, aquest últim remodelat, té quatre i dues arcades respectivament, quedant així un conjunt de sis arcades a la façana decantada a migdia del conjunt de la plaça. L'edifici de l'Ajuntament era exempt de voltes, però actualment l'estan arranjant construint-hi quatre arcades força espectaculars en comparació amb les altres. A la plaça hi ha quatre fanals, situades a cada façana decantada a llevant. Activitat comercial i els diumenges es fa mercat.

## Història
Aquesta plaça té els seus orígens quan el s. XIII es va començar a urbanitzar l'avui s'anomena el barri vell, en el vinyal del monestir. En urbanitzar-se la vila nova, se li assignà l'espai de la plaça i, el 1230, el rei Jaume I confirmà l'existència del mercat dels dimecres en aquest indret. Aquest lloc s'anomenava el Mercadal i ran de fer-hi el mercat setmanal començà a agafar fesomia amb les teules dels venedors. Sembla que els porxos foren construïts posteriorment en el s. XIV (1340). Aquests porxos s'iniciaren amb pilars i cobertes de fusta, foren absorbits en temps posteriors pels edificis de les cases que mantingueren els espais coberts i oberts per arcades fins a donar la fesomia típica del mercadal i que gairebé sense moltes modificacions ha arribat als nostres dies.